# Lisa Volmer
Lisa Volmer, später Lisa Fiedler, (* 12. März 1917 in Osnabrück; † 28. Mai 1993 in Georgsmarienhütte) war eine deutsche Politikerin (SPD) und Abgeordnete des Ernannten Hannoverschen und des Ernannten Landtages von Niedersachsen.
Nach der mittleren Reife an der Möser-Mittelschule (heute: Möser-Realschule am Westerberg) 1936 und einer dreijährigen kaufmännischen Lehrzeit arbeitete Lisa Volmer bei verschiedenen Firmen als kaufmännische Angestellte, bis sie mit der Heirat aus dem Berufsleben ausschied. Vom 23. August 1946 bis zum 29. Oktober 1946 war sie Mitglied des Ernannten Hannoverschen Landtags und vom 9. Dezember 1946 bis zum 28. März 1947 des Ernannten Niedersächsischen Landtags für die SPD.